# مایکل براون (نویسنده)
مایکل براون (انگلیسی: Michael Brown؛ ۱۴ دسامبر ۱۹۲۰–۱۱ ژوئن ۲۰۱۴) آهنگساز، ترانه‌سرا، نویسنده، کارگردان، تهیه‌کننده و نوازنده آمریکایی بود.
وی در مهیا، تگزاس به دنیا آمد. فعالیت موسیقی او در کاباره نیویورک آغاز شد. در دهه ۱۹۶۰، او تولیدکننده موزیکال‌های صنعتی برای شرکت‌های بزرگ آمریکایی مانند جی. سی. پنی و داو دوپون بود. براون برای غرفه دوپون در نمایشگاه جهانی نیویورک در سال ۱۹۶۴، یک نسخه از موسیقی «جهان شگفت‌انگیز شیمی» را نوشت و تولید کرد که روزانه ۴۸ بار توسط دو بازیگر همزمان در تئاترهای مجاور اجرا می‌شد. او برای سالها چندین بازیگران و خدمه را حفظ کرد، که شامل رابرت داونی سینیور به عنوان مدیر صحنه بود.